# Klášter Devič
Klášter Devič (srbsky Манастир Девич/Manastir Devič, albánsky Manastiri i Deviç) je srbský pravoslavný ženský klášter, nacházející se v Kosovu, v regionu Drenica, v horách stejného jména. Administrativně spadá pod Rašsko-prizrenskou eparchii. Klášter byl zbudován roku 1434.
Klášter byl zbudován v období úpadku srbského středověkého státu. Tehdejší despota Đurađ Branković jej nechal zbudovat na místě, kde zemřel poustevec Joanikije Devički v roce 1430. Po příchodu Osmanské říše na území Balkánu byl klášter opuštěn; roku 1578 jej nechal obnovit igumen Pachomije. V 16. a 17. století zde sídlila rozsáhlá škola, která se věnovala přepisování knih.
Během své existence byl klášter několikrát poničen; v roce 1915 jej vyloupily rakousko-uherští vojáci, roku 1941 poté albánské vojsko. Obnova kláštera se uskutečnila v 50. letech, poté opět sloužil mnichům. V roce 1966 zde proběhly výzkumné práce, které odhalily historické fresky a další středověké umělecké práce.
K dalším útokům na klášter došlo i v letech 1999 a 2004.[zdroj?] Během útoku v roce 2004 bylo obyvatelstvo kláštera evakuováno dánskými jednotkami KFOR. Poté byl klášter obnoven a od roku 2012 jej chrání namísto mezinárodních jednotek kosovská policie.